# Tamayo Akiyama
Tamayo Akiyama (秋山 たまよ?, Akiyama Tamayo; Ōsaka, 28 novembre 1966) è una fumettista e illustratrice giapponese.
È famosa per le sue tematiche shōjo miscelate col fantasy e la fantascienza, e per essere stata un membro del gruppo CLAMP. Oltre ad essere una mangaka, ha anche lavorato come illustratrice per tre romanzi e per un CD musicale.
Come membro delle CLAMP, era la responsabile della storia e delle illustrazioni di DERAYD, un manga basato sull'idea originale di Nanase Ōkawa. Cominciò in seguito a lavorare su Cluster, sua idea originale, storia, e disegni, e prima che fosse concluso lasciò il gruppo, nell'ottobre del 1992. Dopo aver lasciato le CLAMP, ha pubblicato altre opere, tutte a tema fantasy. Fra le ex-CLAMP, è colei che ha avuto più successo.

## Opere

### Manga

#### Con il gruppo CLAMP
| Titolo | Anno (inizio~fine) | Editore      | Stato (volumi) |
| --- | ------------------ | ------------ | -------------- |
| DERAYD (デライド界境天秤の月?, Deraido Kaisakai Tenbin No Tsuki, "DERAYD, la luna ai confidi del Paradiso") | 1989               | Shinkigensha | completa (1)   |

#### Personali
| Titolo                                                           | Anno (inizio~fine) | Editore         | Stato (volumi) |
| ---------------------------------------------------------------- | ------------------ | --------------- | -------------- |
| Cluster (クラスター?) (da un'idea originale di Nanase Ōkawa)     | 1990~2002          | Shinkigensha    | completa (7)   |
| Moryo Kiden (魍魎姫伝?, Mōryō Kiden)                             | 1994~1995          | Kadokawa Shoten | completa (3)   |
| Cyber Planet 1999 HYPER☆Run (サイバープラネット1999 HYPER☆ルン?) | 1996~1997          | Kadokawa Shoten | completa (4)   |
| Secret Chaser (シークレットチェイサー?)                          | 1999               | Kadokawa Shoten | completa (2)   |
| Zyword (ガイオード?)                                             | 1999               | Kadokawa Shoten | completa (1)   |
| -Shade- (-シェイド-?)                                            | 2000               | Shūeisha        | completa (1)   |

### Illustrazioni
- Kyokutō Shōnen, romanzo di Megumi Kobayashi
- Komaranu mae no kami da nomi, romanzo di Megumi Kobayashi
- Watashi no Kare wa Hamster, romanzo di Kei Edō
- Psycho Sound Machine Drama, CD musicale di Mariko Ohara

### Altro
- 2004 - Illustrazione per il secondo volume di CLAMP No Kiseki.